# Memorial Cup 2014
Memorial Cup w 2014 roku odbył się w dniach 16-25 maja w London. Była to 96. edycja turnieju o mistrzostwo Canadian Hockey League. 14 maja 2013 roku Ontario Hockey League ogłosiła, iż gospodarzem turnieju została drużyna London Knights, zaś mecze odbędą się na hali Budweiser Gardens. Pozostałymi kandydaturami były: Barrie Colts oraz Windsor Spitfires. London ostatni raz gościł turniej w 2005 roku.
Turniej został zorganizowany w następującej formule:
- Turniej rozpoczął się fazą grupową, która toczona była systemem kołowym tzn. każda drużyna rozegrała z każdą drużyną w turnieju spotkanie
- Po rozegraniu fazy grupowej rozpoczęła się faza pucharowa, składająca się z dwóch meczów: półfinał oraz finał. Zwycięzca finału zdobył Memorial Cup.

Półfinał, który odbył się 23 maja pomiędzy Val-d’Or i Edmonton był najdłuższym meczem w historii Memorial Cup. Jest to jedyny mecz w historii rozgrywek, który potrzebował do rozstrzygnięcia trzech dogrywek.
Tytuł po raz pierwszy w historii zdobył zespół Edmonton Oil Kings, będąc pierwszym od sześciu lat zespołem z ligi WHL. Drużyna z Guelph jest pierwszym zespołem od 1992 roku, która zwyciężająć fazę grupową bez porażki, została pokonana w finale.

## Faza grupowa
Terminarz
| 16 maja 2014 | Val-d’Or Foreurs | 1:0 | London Knights | Budweiser Gardens, London |

| Szczegóły      | Szczegóły            | Szczegóły       | Szczegóły | Szczegóły                                                                 |
| -------------- | -------------------- | --------------- | --------- | ------------------------------------------------------------------------- |
| Godzina: 19:00 | A. Mantha (EQ) 16:20 | (1:0, 0:0, 0:0) |           | Widzów: 8863 Sędzia główny: Brett Iverson Sędziowie liniowi: Scott Oakman |

| 17 maja 2014 | Guelph Storm | 5:2 | Edmonton Oil Kings | Budweiser Gardens, London |

| Szczegóły      | Szczegóły | Szczegóły       | Szczegóły                                      | Szczegóły                                                              |
| -------------- | --- | --------------- | ---------------------------------------------- | ---------------------------------------------------------------------- |
| Godzina: 16:00 | K. Rychel (PP) 19:55 K. Rychel (PP) 27:40 B. McGinn (EQ) 34:52 T. Bertuzzi (EQ) 45:46 T. Bertuzzi (EQ) 55:49 | (1:0, 2:2, 2:0) | 21:19 (EQ) H. Samuelsson 21:46 (EQ) A. Sautner | Widzów: 8824 Sędzia główny: Mario Maillet Sędziowie liniowi: Sean Reid |

| 18 maja 2014 | London Knights | 2:5 | Edmonton Oil Kings | Budweiser Gardens, London |

| Szczegóły      | Szczegóły                               | Szczegóły       | Szczegóły | Szczegóły                                                              |
| -------------- | --------------------------------------- | --------------- | --- | ---------------------------------------------------------------------- |
| Godzina: 19:00 | A.Basso (EQ) 36:12 D. Mermis (EQ) 49:27 | (0:1, 1:2, 1:2) | 09:42 (EQ) R. Petryk 26:05 (EQ) E. Kulda 38:04 (EQ) E. Kulda 45:54 (EQ) L. Bertolucci 58:23 (PP) L. Bertolucci | Widzów: 8863 Sędzia główny: Brett Iverson Sędziowie liniowi: Sean Reid |

| 19 maja 2014 | Guelph Storm | 6:3 | Val-d’Or Foreurs | Budweiser Gardens, London |

| Szczegóły      | Szczegóły | Szczegóły       | Szczegóły                                                         | Szczegóły                                                                 |
| -------------- | --- | --------------- | ----------------------------------------------------------------- | ------------------------------------------------------------------------- |
| Godzina: 19:00 | K. Rychel (EQ) 00:59 Z. Mitchell (EQ) 04:00 J. Dickinson (EQ) 05:50 P. Suter (EQ) 28:13 R. Fabbri (EQ) 36:04 T. Bertuzzi (EQ) 39:52 | (3:0, 3:2, 0:1) | 31:59 (PP) R. Gazzola 32:55 (EQ) T. Šille 52:32 (PP) A.Beauregard | Widzów: 8796 Sędzia główny: Mario Maillet Sędziowie liniowi: Scott Oakman |

| 20 maja 2014 | Edmonton Oil Kings | 3:4 pd. | Val-d’Or Foreurs | Budweiser Gardens, London |

| Szczegóły      | Szczegóły                                                         | Szczegóły                 | Szczegóły                                                                                          | Szczegóły                                                                 |
| -------------- | ----------------------------------------------------------------- | ------------------------- | -------------------------------------------------------------------------------------------------- | ------------------------------------------------------------------------- |
| Godzina: 19:00 | R. Petryk (EQ) 06:22 C. Lazar (PP) 09:00 H. Samuelsson (EQ) 45:46 | (2:1, 0:1, 1:1, 0:0, 0:1) | 17:04 (EQ) S. Ouellette-St-Amant 29:38 (SH) P. Poudrier 55:49 (EQ) S. Henley 81:15 (EQ) A. Richard | Widzów: 8745 Sędzia główny: Scott Oakman Sędziowie liniowi: Brett Iverson |

| 21 maja 2014 | London Knights | 2:7 | Guelph Storm | Budweiser Gardens, London |

| Szczegóły      | Szczegóły                                     | Szczegóły       | Szczegóły | Szczegóły                                                              |
| -------------- | --------------------------------------------- | --------------- | --- | ---------------------------------------------------------------------- |
| Godzina: 19:00 | B. Welychka (PP) 17:05 J. Anderson (EQ) 25:34 | (1:2, 1:2, 0:3) | 05:56 (EQ) S. Kosmachuk 12:44 (PP) S. Kosmachuk 22:23 (PP) T. Bertuzzi 36:05 (EQ) T. Bertuzzi 41:20 (PP) J. Dickinson 48:01 (EQ) S. Kosmachuk 57:14 (PP) M. Stevens | Widzów: 8863 Sędzia główny: Mario Maillet Sędziowie liniowi: Sean Reid |

Tabela
| Lp. | Zespół                     | M | Z | P | G+ | G- | +/- |
| --- | -------------------------- | - | - | - | -- | -- | --- |
| 1   | Guelph Storm (OHL)         | 3 | 3 | 0 | 18 | 7  | +11 |
| 2   | Val-d’Or Foreurs (QMJHL)   | 3 | 2 | 1 | 8  | 9  | -1  |
| 3   | Edmonton Oil Kings (WHL)   | 3 | 1 | 2 | 10 | 11 | -1  |
| 4   | London Knights (Gospodarz) | 3 | 0 | 3 | 4  | 13 | -9  |

      = awans do finału       = awans do półfinału

## Faza pucharowa
Półfinał
| 23 maja 2014 | Edmonton Oil Kings | 4:3 pd. | Val-d’Or Foreurs | Budweiser Gardens, London |

| Szczegóły      | Szczegóły                                                                        | Szczegóły                      | Szczegóły                                                            | Szczegóły                                                                 |
| -------------- | -------------------------------------------------------------------------------- | ------------------------------ | -------------------------------------------------------------------- | ------------------------------------------------------------------------- |
| Godzina: 19:00 | M. Eller (EQ) 09:00 M. Moroz (PP) 26:34 E. Kulda (EQ) 29:45 C. Lazar (EQ) 102:42 | (1:1, 2:1, 0:1, 0:0, 0:0, 1:0) | 01:49 (EQ) P. Pietroniro 37:52 (EQ) R. Gazzola 59:24 (EQ) G. Gélinas | Widzów: 8776 Sędzia główny: Scott Oakman Sędziowie liniowi: Brett Iverson |
| Godzina: 19:00 | 10 min. kar                                                                      |                                | 8 min. kar                                                           | Widzów: 8776 Sędzia główny: Scott Oakman Sędziowie liniowi: Brett Iverson |

Finał
| 25 maja 2014 | Guelph Storm | 3:6 | Edmonton Oil Kings | Budweiser Gardens, London |

| Szczegóły      | Szczegóły                                                        | Szczegóły       | Szczegóły | Szczegóły                                                              |
| -------------- | ---------------------------------------------------------------- | --------------- | --- | ---------------------------------------------------------------------- |
| Godzina: 16:00 | R. Fabbri (EQ) 01:00 S. Pierog (EQ) 16:36 Z. Mitchell (EQ) 43:23 | (2:1, 0:3, 1:2) | 09:38 (PP) C. Corbett 21:58 (EQ) T. Robertson 26:06 (PP) E. Kulda 34:19 (EQ) M. Moroz 45:00 (EQ) H. Samuelsson 58:34 (EQ) H. Samuelsson | Widzów: 8863 Sędzia główny: Mario Maillet Sędziowie liniowi: Sean Reid |
| Godzina: 16:00 | 8 min. kar                                                       |                 | 6 min. kar | Widzów: 8863 Sędzia główny: Mario Maillet Sędziowie liniowi: Sean Reid |

## Statystyki

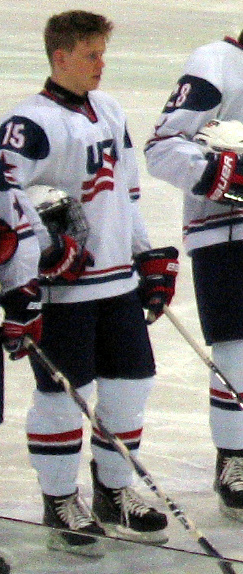
Henrik Samuelsson, najskuteczniejszy zawodnik turnieju.

Amerykanin Henrik Samuelsson z dorobkiem 8 punktów za 4 bramki i 4 asysty został najskuteczniejszym zawodnikiem turnieju, dzięki czemu zdobył Ed Chynoweth Trophy. Najlepszym strzelcem został Kanadyjczyk Tyler Bertuzzi, który zdobył w czterech meczach swojego zespołu pięć bramek.
| Zawodnik          | Drużyna            | M | G | A | Pkt | MIN |
| ----------------- | ------------------ | - | - | - | --- | --- |
| Henrik Samuelsson | Edmonton Oil Kings | 5 | 4 | 4 | 8   | 4   |
| Edgars Kulda      | Edmonton Oil Kings | 5 | 4 | 3 | 7   | 4   |
| Kerby Rychel      | Guelph Storm       | 4 | 3 | 4 | 7   | 0   |
| Robby Fabbri      | Guelph Storm       | 4 | 2 | 4 | 6   | 4   |
| Cody Corbett      | Edmonton Oil Kings | 5 | 1 | 5 | 6   | 2   |

## Nagrody
- Stafford Smythe Memorial Trophy (Najbardziej Wartościowy Zawodnik (MVP)):  Edgars Kulda (Edmonton Oil Kings)
- Ed Chynoweth Trophy (Najskuteczniejszy zawodnik):  Henrik Samuelsson (Edmonton Oil Kings)
- George Parsons Trophy (Uczciwy zawodnik):  Curtis Lazar (Edmonton Oil Kings)
- Hap Emms Memorial Trophy (Najlepszy bramkarz):  Antoine Bibeau (Val-d’Or Foreurs)
- Skład Gwiazd:

Bramkarz:  Antoine Bibeau (Val-d’Or Foreurs)
Obrońcy:  Cody Corbett (Edmonton Oil Kings),  Matt Finn (Guelph Storm)
Napastnicy:  Edgars Kulda (Edmonton Oil Kings),  Kerby Rychel (Guelph Storm),  Henrik Samuelsson (Edmonton Oil Kings)